# 南海高速道路第一支線
南海高速道路第一支線（ナメこうそくどうろだいいちしせん、102号線）は、慶尚南道咸安郡から昌原市に至る全長17.9キロの高速道路である。開通当時は南海高速道路の本線であった。2001年にバイパス道路として開通した馬山外郭高速道路（開通当時高速国道102号）が2008年本線に編入され、山仁JCTから昌原JCTまで内西JCTを経由する区間が第一支線として分離、現在に至る。
かつて南海高速道路の本線がインターチェンジでの料金所がなく、本線料金所のみで通過料金を取る方式だったが、2001年からインターチェンジで料金所を設置し料金が移動距離ベースとなった。しかしながら、第一支線に当たる区間は、昌原市（旧・馬山市）の市街地を通り、料金所の設置が困難であり、2024年現在も両端に本線料金所を残し、大半が無料区間となっている。

## 路線データ
- 起点：慶尚南道咸安郡山仁面（山仁JCT）
- 終点：慶尚南道昌原市義昌区東邑（昌原JCT）
- 全長：17.9 km
- 管理会社：韓国道路公社
- 制限最高速度：100 km/h
- 制限最低速度：50 km/h
- 車線数：全区間4車線

## 歴史
- 1973年11月14日 南海高速道路の本線として西順天IC～亀浦IC間開通（暫定2車線）
- 1981年9月4日 西馬山IC～冷井JCT間4車線拡張
- 1983年12月23日 内西JCT～東馬山IC間4車線拡張
- 1989年9月7日 晋州IC～西馬山IC間4車線拡張・線形改良による移設
- 2008年11月17日 馬山外郭高速道路を南海高速道路に編入。山仁JCT～内西JCT～昌原JCT間は南海高速道路第一支線として分離。

## 道路状況

### 交通量
24時間交通量（台） 交通量統計年報（随時統計）
| 区間                | 1977年     | 1980年     | 1985年     | 1990年     | 1995年     | 2000年 | 2005年 | 2010年 | 2015年 | 2020年 | 2022年 |
| ------------------- | ---------- | ---------- | ---------- | ---------- | ---------- | ------ | ------ | ------ | ------ | ------ | ------ |
| 山仁JCT - 内西JCT   | データなし | データなし | データなし | データなし | データなし | 51,722 | 25,442 | 24,312 | 31,339 | 33,962 | 41,263 |
| 内西JCT - 西馬山IC  | データなし | データなし | データなし | データなし | データなし | 74,574 | 44,614 | 49,083 | 53,304 | 52,982 | 65,428 |
| 西馬山IC - 東馬山IC | データなし | データなし | データなし | データなし | データなし | 71,270 | 59,136 | 65,587 | 52,875 | 57,136 | 59,505 |
| 東馬山IC - 昌原JCT  | 5,571      | 8,258      | 11,766     | 30,228     | 52,527     | 60,136 | 34,997 | 38,433 | 34,058 | 42,594 | 45,862 |

## インターチェンジなど
- 全区間慶尚南道所在

| IC 番号 | 施設名         | 施設名                  | 接続路線名                                                | 起点 から (km) | 備考                                      | 所在地 |
| ------- | -------------- | ----------------------- | --------------------------------------------------------- | -------------- | ----------------------------------------- | ------ |
| 1 TG    | 山仁JCT 山仁TG | 산인 분기점 산인 요금소 | 高速国道10号南海線                                        | 0.0            | 本線料金所                                | 咸安郡 |
| 2       | 内西JCT・IC    | 내서 분기점             | 高速国道45号中部内陸線 国家支援地方道30・67号（咸馬大路） | 4.3            | 中部内陸線へは山仁方面との連絡なし IC併設 | 昌原市 |
| 3       | 西馬山IC       | 서마산 나들목           | 国家支援地方道30号（北城路・三湖路）                      | 9.7            |                                           | 昌原市 |
| 4       | 東馬山IC       | 동마산 나들목           | 国道14・79号（3・15大路）                                 | 13.4           |                                           | 昌原市 |
| TG      | 馬山TG         | 마산 요금소             |                                                           | 14.6           | 本線料金所                                | 昌原市 |
| 5       | 昌原JCT        | 창원 분기점             | 高速国道10号南海線                                        | 17.0           | 書類上の終点は+0.9キロ                    | 昌原市 |